# Vítězslav Matuška
Vítězslav Matuška (* 5. srpna 1941) je český politik a stavební inženýr, bývalý senátor za obvod č. 72 – Ostrava-město a člen ČSSD.

## Vzdělání, profese a rodina
Před vstupem do senátu pracoval jako stavební inženýr.

## Politická kariéra
Ve volbách 1996 se stal členem horní komory českého parlamentu, přestože jej v prvním kole porazil občanský demokrat Milan Bartoš v poměru 34,81 % ku 23,28 % hlasů. Ve druhém kole obdržel Matuška 52,75 % hlasů a byl zvolen senátorem. V letech 1996-1998 působil jako místopředseda senátorského klubu ČSSD a v období 1996-2002 místopředseda Výboru pro zahraniční věci, obranu a bezpečnost a v letech 2000-2002 zastával místopředsednickou funkci ve Stálé komisi Senátu pro krajany žijící v zahraničí. Ve volbách 2002 již nekandidoval.